# Houston Film Critics Society Awards 2016
10. ročník předávání cen organizace Houston Film Critics Society se konal dne 6. ledna 2017.

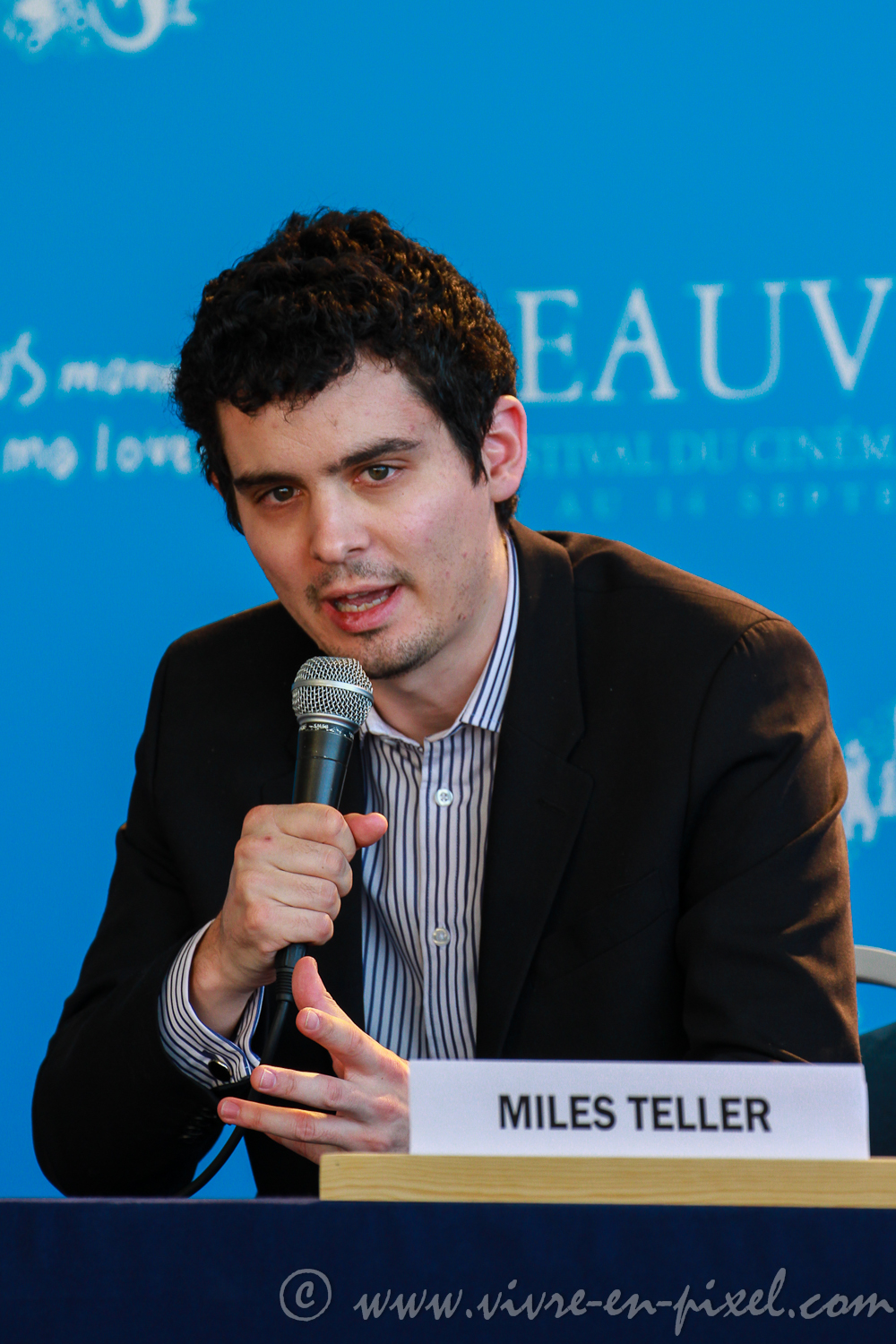
Damien Chazelle vítěz v kategorii nejlepší režie

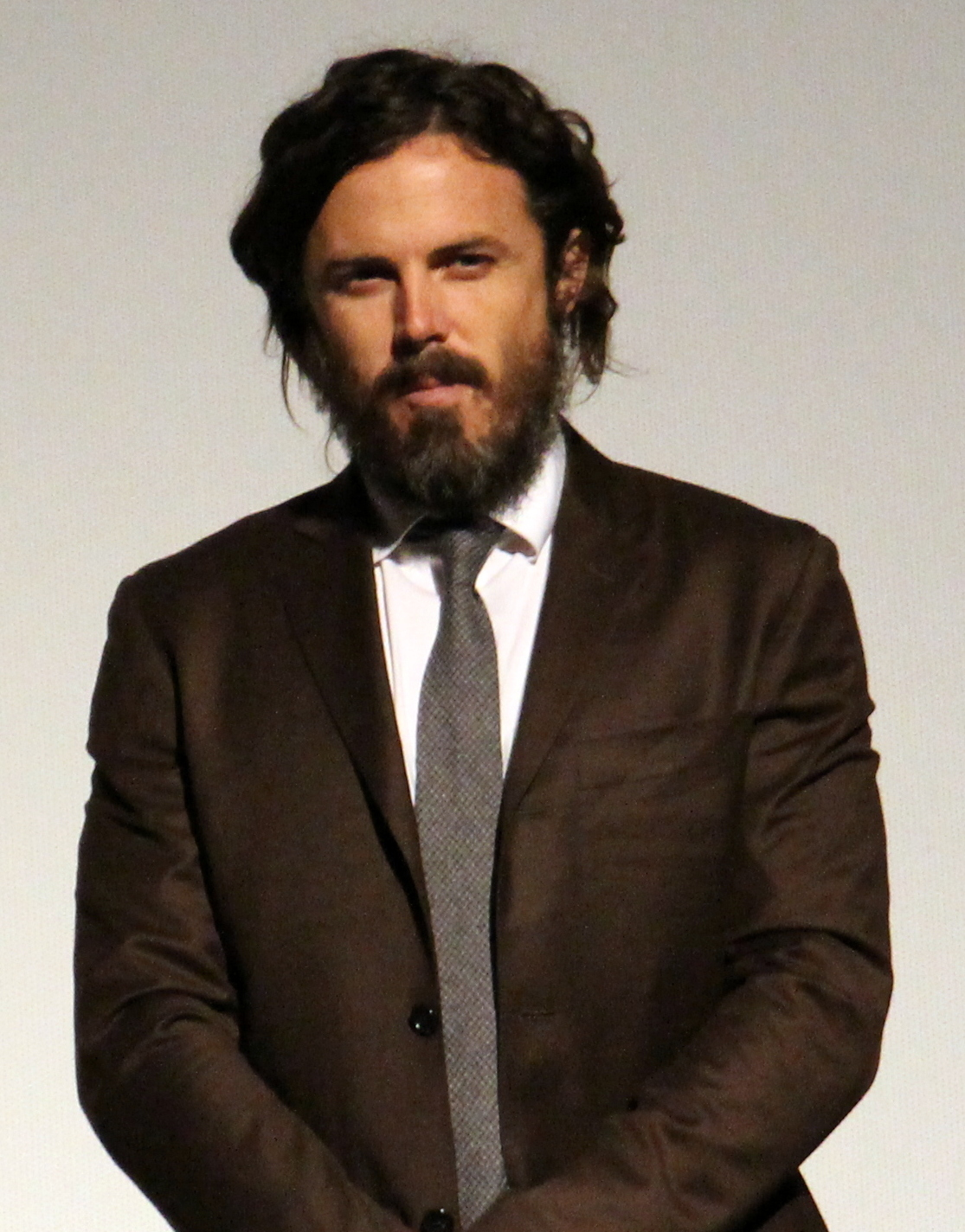
Casey Affleck vítěz v kategorii nejlepší mužský herecký výkon v hlavní roli

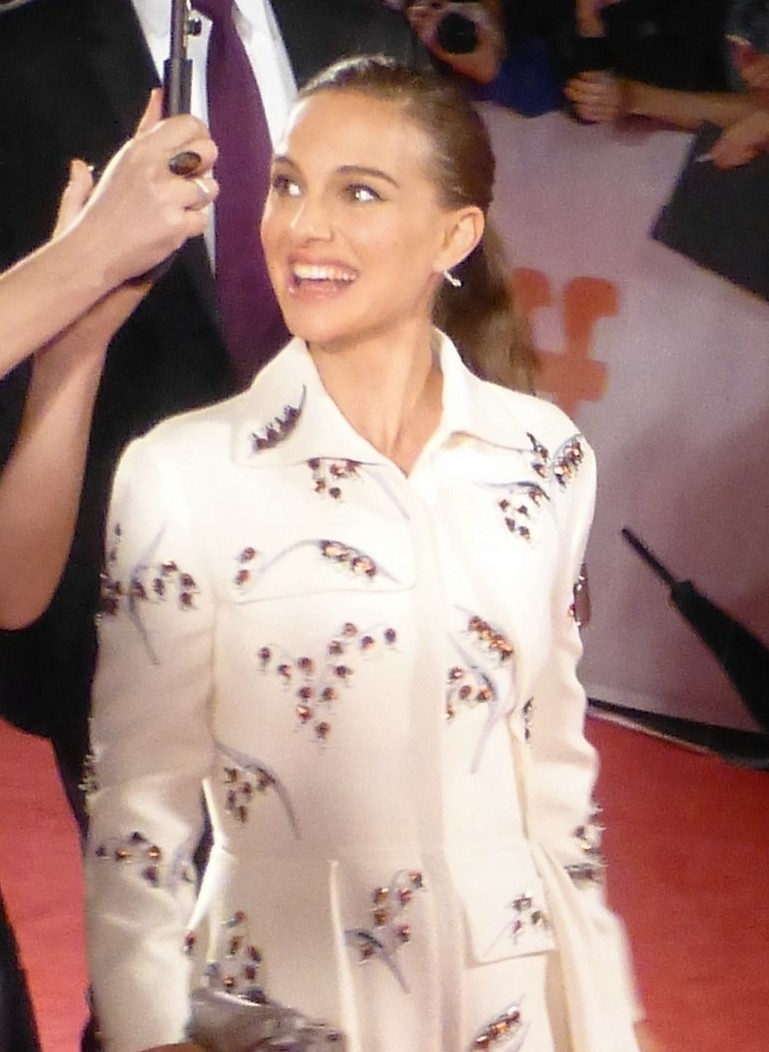
Natalie Portman vítězka v kategorii nejlepší ženský herecký výkon v hlavní roli

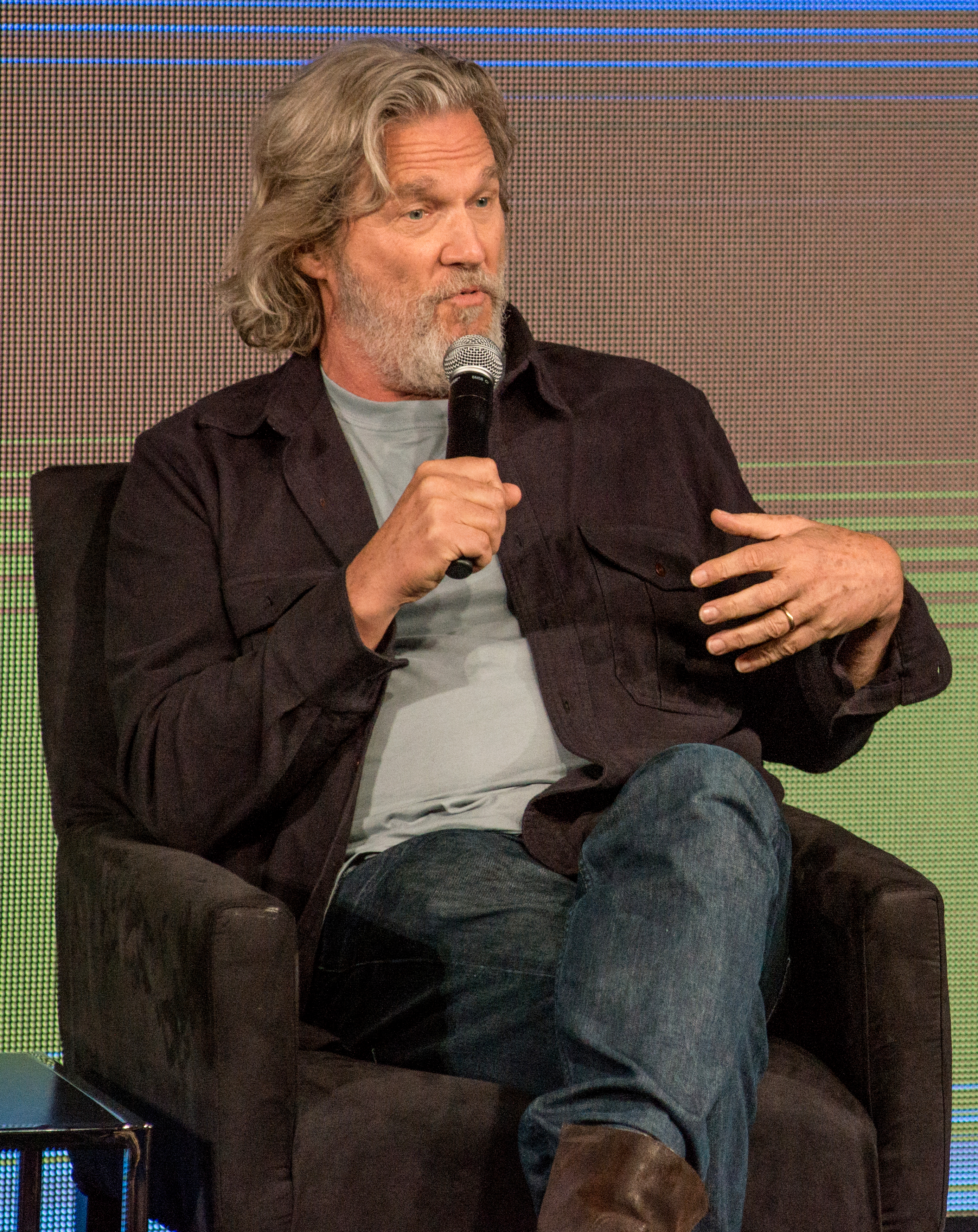
Jeff Bridges vítěz v kategorii nejlepší mužský herecký výkon ve vedlejší roli

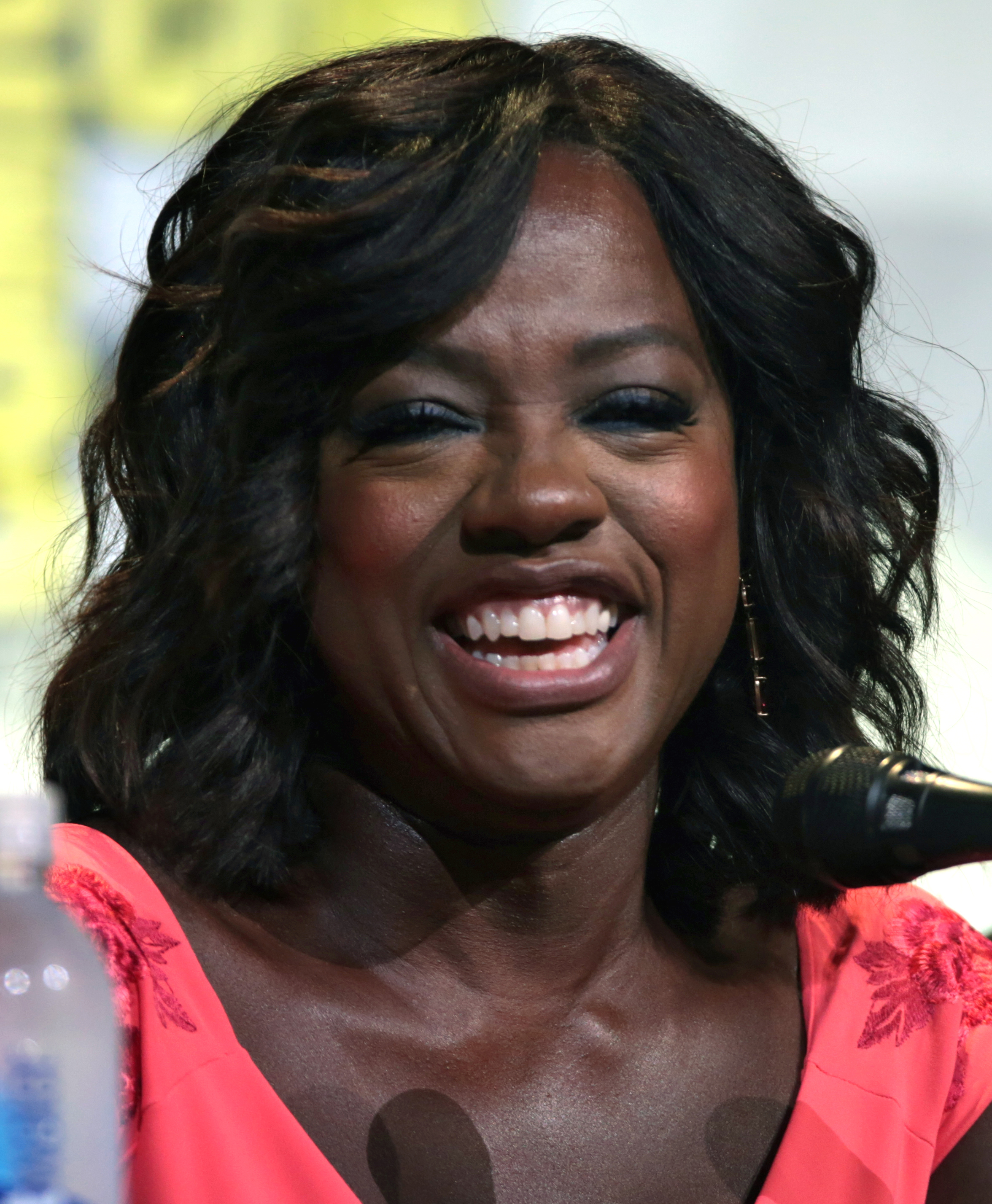
Viola Davis vítězka v kategorii nejlepší ženský herecký výkon ve vedlejší roli

## Vítězové a nominovaní

### Nejlepší film
La La Land
- Příchozí
- Komorná
- Za každou cenu
- Jackie
- Lion
- Místo u moře
- Správní chlapi
- Moonlight
- Noční zvířata

### Nejlepší režisér
Damien Chazelle – La La Land
- Barry Jenkins – Moonlight
- Kenneth Lonergan – Místo u moře
- David Mackenzie – Za každou cenu
- Denis Villeneuve – Příchozí

### Nejlepší scénář
Damien Chazelle – La La Land
- Eric Heisserer – Příchozí
- Barry Jenkins – Moonlight
- Kenneth Lonergan – Místo u moře
- Taylor Sheridan – Za každou cenu

### Nejlepší herec v hlavní roli
Casey Affleck – Místo u moře
- Andrew Garfield – Hacksaw Ridge: Zrození hrdiny
- Ryan Gosling – La La Land
- Jake Gyllenhaal – Noční zvířata
- Viggo Mortensen – Tohle je náš svět
- Denzel Washington – Ploty

### Nejlepší herečka v hlavní roli
Natalie Portmanová – Jackie
- Amy Adamsová – Příchozí
- Emma Stoneová – La La Land
- Rebecca Hallová – Christine
- Isabelle Huppertová – Elle

### Nejlepší herec ve vedlejší roli
Jeff Bridges – Za každou cenu
- Ben Foster – Za každou cenu
- Lucas Hedges – Místo u moře
- Dev Patel – Lion
- Michael Shannon – Noční zvířata

### Nejlepší herečka ve vedlejší roli
Viola Davis – Ploty
- Greta Gerwig – Ženy 20. století
- Naomie Harrisová – Moonlight
- Octavia Spencerová – Skrytá čísla
- Michelle Williamsová – Místo u moře

### Nejlepší dokument
O.J.: Made in America
- 13TH
- Věž
- Weiner
- Nulté dny

### Nejlepší cizojazyčný film
Komorná (Jižní Korea)
- Elle (Francie)
- Muž jménem Ove (Švédsko)
- Neruda (Chile)
- Toni Erdmann (Německo)

### Nejlepší animovaný film
Kubo a kouzelný meč
- Zootropolis: Město zvířat
- Hledá se Dory
- Odvážná Vaiana: Legenda o konci světa
- Buchty a klobásy

### Nejlepší kamera
Linus Sandgren – La La Land
- Stéphane Fontaine – Jackie
- James Laxton – Moonlight
- Seamus McGarvey – Noční zvířata
- Bradford Young – Příchozí

### Nejlepší skladatel
Justin Hurwitz – La La Land
- Nicholas Britell – Moonlight
- Jóhann Jóhannsson – Příchozí
- Mica Levi – Jackie
- Abel Korzeniowski – Noční zvířata

### Nejlepší skladba
„City of Stars“ – La La Land
- „Audition (The Fools Who Dream)“ – La La Land
- „Drive It Like You Stole It“ – Sing Street
- „How Far I'll Go“ – Odvážná Vaiana: Legenda o konci světa
- „Runnin“ – Skrytá čísla

### Nejlepší technické využití
La La Land
- Doctor Strange
- Kniha džunglí

### Nejlepší plakát
La La Land
- Tohle je náš svět
- Hon na pačlověky
- Jackie
- Moonlight

### Nejhorší film
Zoolander 2
- Bohové Egypta
- Den nezávislosti: Nový útok
- Mike i Dave sháněj holku
- Yoga Hosers

### Texas Independent Film Award
- Věž
- Krisha
- Slash
- A Song for You
- Southwest of Salem